# 대현도서관
대현도서관은 대구광역시 북구의 도서관이다.

## 연혁
- 2011년 11월 18일 대현동 어린이·주부도서관 건립 기본계획 수립
- 2012년 2월 2일 재정·투융자 심사
- 2013년 4월 18일 2013년 공공도서관 건립·운영컨설팅 지원사업 선정
- 2013년 6월 3일 대현동 어린이·주부도서관 건립 시행계획 수립
- 2013년 7월 4일 건축설계 공모
- 2014년 6월 23일 공사 계약 및 착공
- 2015년 3월 21일 도서관 건립공사 준공
- 2015년 8월 25일 도서관 개관